# انور الحق مجاهد
انور الحق مجاهد (زادهٔ ۱۹۶۷ در ولایت ننگرهار) پسر ارشد رهبر مبارز افغان، یونس خالص است. یونس خالص کسی است که حزب اسلامی خالص را بنیان گذاشت و پس از او پسرش نقش اساسی در این حزب داشته‌است.